# Vladko Panaiotov
Vladko Panaiotov (bulgară Владек Тодоров Панайотов, Vladek Todorov Panaiotov, n. 7 mai 1950) este un om politic bulgar, membru al Parlamentului European în perioada 2007-2009 din partea Bulgariei. 
1. ↑  Deputații în Parlamentul European